# The Sun Sessions
The Sun Sessions là album biên tập của Elvis Presley được thu âm tại Sun Studios từ năm 1954 tới năm 1955. Album được phát hành sau đó bởi RCA Records vào năm 1976, rồi sau đó có mặt tại các bảng xếp hạng ở Anh dưới tên gọi The Sun Collection. Những dòng giới thiệu được viết bởi Roy Carr của tờ NME.

## Danh sách ca khúc
| Mặt A | Mặt A                                                 | Mặt A                       | Mặt A      |
| STT   | Nhan đề                                               | Sáng tác                    | Thời lượng |
| ----- | ----------------------------------------------------- | --------------------------- | ---------- |
| 1.    | "That's All Right (Mama)" (đĩa đơn, 1954)             | Arthur Crudup               | 1:57       |
| 2.    | "Blue Moon of Kentucky" (đĩa đơn, 1954)               | Bill Monroe                 | 2:04       |
| 3.    | "I Don't Care if the Sun Don't Shine" (đĩa đơn, 1954) | Mack David                  | 2:28       |
| 4.    | "Good Rockin' Tonight" (đĩa đơn, 1954)                | Roy Brown                   | 2:14       |
| 5.    | "Milkcow Blues Boogie" (đĩa đơn, 1955)                | Kokomo Arnold               | 2:39       |
| 6.    | "You're a Heartbreaker" (đĩa đơn, 1955)               | Jack Sallee                 | 2:12       |
| 7.    | "I'm Left, You're Right, She's Gone" (đĩa đơn, 1955)  | Stan Kesler, William Taylor | 2:37       |
| 8.    | "Baby Let's Play House" (đĩa đơn, 1955)               | Arthur Gunter               | 2:17       |

| Mặt B | Mặt B                                               | Mặt B                                  | Mặt B      |
| STT   | Nhan đề                                             | Sáng tác                               | Thời lượng |
| ----- | --------------------------------------------------- | -------------------------------------- | ---------- |
| 1.    | "Mystery Train" (đĩa đơn, 1955)                     | Junior Parker, Sam Phillips            | 2:26       |
| 2.    | "I Forgot to Remember to Forget" (đĩa đơn, 1955)    | Stan Kesler, Charlie Feathers          | 2:30       |
| 3.    | "I'll Never Let You Go (Little Darlin')" (RCA 1956) | Jimmy Wakely                           | 2:26       |
| 4.    | "I Love You Because" (RCA 1956, bản 1)              | Leon Payne                             | 2:33       |
| 5.    | "Tryin' to Get to You" (RCA 1956)                   | Rose Marie McCoy, Charles Singleton    | 2:33       |
| 6.    | "Blue Moon" (RCA 1956)                              | Richard Rodgers, Lorenz Hart           | 2:41       |
| 7.    | "Just Because" (RCA 1956)                           | Sydney Robin, Bob Shelton, Joe Shelton | 2:34       |
| 8.    | "I Love You Because" (RCA 1956; bản 2)              | Leon Payne                             | 3:25       |

* Ghi chú: 6 ca khúc cuối cùng được thu âm bởi Sun, song chỉ được biết tới khi được phát hành dưới tên của RCA.

## Đánh giá
| Đánh giá chuyên môn | Đánh giá chuyên môn |
| Nguồn đánh giá      | Nguồn đánh giá      |
| Nguồn               | Đánh giá            |
| ------------------- | ------------------- |
| Allmusic            | [ 1 ]               |
| Rolling Stone       | [ 2 ]               |
| Sputnikmusic        | [ 3 ]               |

## Xếp hạng
| Bảng xếp hạng (1976) | Vị trí cao nhất |
| -------------------- | --------------- |
| US Billboard 200     | 76              |
| US Country Albums    | 2               |

| Bảng xếp hạng (1977) | Vị trí cao nhất |
| -------------------- | --------------- |
| UK Albums Chart      | 16              |